# Бурята
Вижте пояснителната страница за други значения на Буря.
„Бурята“ (на английски: The Tempest) обикновено се смята за последната пиеса на Уилям Шекспир. Първото известно представление се е състояло на 1 ноември 1611 г. в Двореца Уайтхол в Лондон. Била е представяна също в Глоуб Тиътър и Блекфрайърс. Обикновено е класифицирана като един от късните му романси, в които Шекспир проявява загриженост за семейните връзки и помирение с митичните обстоятелства.
Действието се развива на отдалечен остров, където магьосникът Просперо, пълноправният княз на Милано крои планове да върне дъщеря си Миранда на нейното законно място, използвайки илюзия и умело манипулиране. Той призовава буря, за да накара узурпиращия си брат Антонио и неговия съучастник крал Алонсо от Неапол да повярват, че са корабокруширали и изоставени на острова. Там неговите машинации водят до разкриването на скромната същност на Антонио, спасяването на краля и брака на Миранда със сина на Алонсо, Фердинанд.
Очевидно няма един-единствен източник за сюжета на „Бурята“, но изследователите виждат паралели в „Науфрагиум“ на Еразъм, в De orbe novo на Питър Мартир и в свидетелствата от първо лице на Уилям Стрейчи и Силвестър Джордан за истинското корабокрушение на кораба „Sea Venture“ на Бермудските осторови, и последвалия конфликт между сър Томас Гейтс и сър Джордж Съмърс. В допълнение, една от речите на Гонсало произлиза от есето на Монтен за канибалите и голяма част от речите на Просперо отразяват речта на Медея от Овидиевата поема „Метаморфози“. Балът с маски в четвърто може би е бил по-късно допълнение, вероятно в чест на сватбата на принцеса Елизабет и Фредерик V през 1613 г. Пиесата е публикувана за първи път в „Първото портфолио“ от 1623 г.
Историята лежи на традицията на романтиката и е повлияна от трагикомедията, дворцовия маскен бал и може би от комедията дел'арте. Тя се различава от другите пиеси на Шекспир с по-строгия, по-организиран неокласически стил. Критиците виждат „Бурята“ като изключително загрижена за собствената си природа пиеса, те често описват връзки между „изкуството“ и театралната илюзия на Просперо, а ранните критици виждат Просперо като образът на самия Шекспир – отричането му от магията е равнозначно на оттеглянето на Шекспир от сцената. Пиесата описва Просперо като рационален, а не окултист, затова може да се направи съпоставка със Сикоракса, чиято магия често се описва като разрушителна и ужасна, докато тази на Просперо е чудна и красива. В началото на 1950 г. с публикуването на „Психология на колонизацията“ от Доминик Манони, „Бурята“ е разглеждана все повече и повече през призмата на постколониалната теория.
„Бурята“ не привлича вниманието на публиката преди забраната за изпълнението на пиесите през 1642 г.; тя постига популярност едва след Реставрацията, а след това се среща само в адаптирани версии. В средата на 19 век театралните представления започват да възстановяват оригиналния Шекспиров текст, а през 20 век критиците и учените предприемат значителна преоценка на стойността на пиесата дотолкова, доколкото тя се смята за една от Шекспировите най-великите дела. Тя е била адаптирана няколко пъти в различни стилове и формати: в музиката, има най-малко 46 опери на композитори като Фроментал Халеви, Зденек Фибич и Томас Адес; оркестрови произведения на Чайковски, Артър Съливан, Жан Сибелиус и Артър Хонегер; и песни от такива разнообразни изпълнители като Ралф Вуан Уилямс, Майкъл Нюман и Пийт Сейгър; в литературата – Пърси Биш Шели пише поемата „With a Guitar, To Jane“, а Уистън Хю Одън – поемата „Морето и огледалото"; Маргарет Лорънс написва романите „Aimé Césaire“ и „The Diviners“; художници като Уилям Хогарт, Хенри Фюзли и Джон Еверет Милаис създават картини по пиесата, а на екран се появяват версии на Херберт Трий през 1905 г., научнофантастичният филм „Забранената планета“ през 1956 г., „Книгите на Просперо“ от Питър Грийнауей през 1991 г. с участието на Джон Гилгуд като Просперо, през 2010 г. се появява и филмовата версия на Джули Tаймор, в която Просперо се променя в Проспера, изиграна от Хелън Мирън; Дез Макенф на стратфордския Шекспиров фестивал продуцира версия, в която участва Кристофър Плъмър.

## Действащи лица
- Просперо – главният персонаж; князът на Милано. Сега живее на остров и е велик магьосник.
- Миранда – дъщерята на Просперо, която се влюбва в принца на Неапол – Фердинанд
- Ариел – комично духче, което Просперо спасява от опита на вещицата Сикоракс да го хване в капана на едно дърво. Ариел става роб на Просперо, подчинява се на всички негови заповеди, поради което накрая получава свободата си.
- Калибан – обезобразения син на вещицата Сикоракс, който управлява острова преди пристигането на Просперо. Сега той е негов роб, но го презира. В пиесата той изрича множество заклинания.
- Сикоракса – алжирска вещица; майка на Калибан. Бива изгонена от острова преди Просперо да пристигне и да пороби духовете.
- Ирида, Церера и Юнона – духове
- Алонсо – крал на Неапол
- Себастиан – коварният брат на Алонсо
- Антонио – брат на Просперо; узурпиращ дук на Милано. Заедно със Себастиан планират да убият Алонсо.
- Фердинанд – син на Алонсо; влюбва се в Миранда. Той е заслепен от любовта и прави тържествен обет, че е правдоподобен на Просперо и не нарушава целомъдрието на Миранда преди сватбата им.
- Гонсало – любезен неаполитански придворен, който помага тайно на Просперо и Миранда, когато те са изтласкани в морето, той им носи храна, вода и книги.
- Адриан и Франсиско – лордове
- Тринкуло – шегаджия, приятел на Стефано
- Стефано – икономът на краля, който почти винаги е пиян; приятел е на Тринуло.
- Моряци
- Нимфи
- Жътвари
- Духове

## Сюжет
Магьосникът Просперо – законният княз на Милано и дъщеря му, Миранда, са били изоставени в продължение на дванадесет години на остров, след като ревнивият брат на Просперо – Антонио (подпомогнат от Алонсо, краля на Неапол) го сваля от престола и го пуска по течението с 3-годишната Миранда. Гонсало, съветникът на Алонсо, тайно снабдява лодката им с храна, чиста вода, „богати дрехи, бельо, дрехи и принадлежности“ и книги. Просперо добил магическите си сили благодарение на огромното си учене и четене на книги. Негов слуга бил духът Ариел, когото Просперо е спасил от дърво, в което е бил хванат от жестоката вещица, Сикоракс. Просперо поддържа лоялността на Ариел, като многократно му обещава да го освободи от робството. Сикоракс бива заточена в Алжир, разболява се и умира преди пристигането на Просперо, без да освободи Ариел. Синът на Сикоракса, Калибан, е деформирано чудовище и единствен не духовен жител на острова. След като Просперо пристига, Калибан го учи как да оцелее на острова, в знак на благодарност Просперо и Миранда го учат на тяхната религия и език. В очите на Калибан Просперо и узурпатор и решава да разгневи него и дъщеря му. Просперо и Миранда от своя страна го гледат с разочарование, презрение и отвращение.
На сцената Просперо само веднъж използва магията си: той обезоръжава Фердинанд, като кара нервите му да станат такива, каквито са били „още в ранна детска възраст“. Останалата част от магията му е показана чрез контролирането на духовете.
Когато Просперо разбира, че брат му Антонио е на съседния кораб, повдига буря, която кара пътниците да вярват, че са се разбили и корабокруширали. На същия кораб са приятелят на Антонио и негов съучастник – крал Алонсо от Неапол, братът и синът на Алонсо (съответно Себастиан и Фердинанд) и „довереният съветник“ на Алонсо – Гонсало. Всички тези пътници се връщат от сватбата на дъщерята на Алонсо – Кларибел и краля на Тунис. Просперо разделя оцелелите от корабокрушението в няколко групи чрез магиите си, така че Алонсо и Фердинанд се оказват разделени, като всеки вярва, че другият е мъртъв. След това три сюжетни линии се редуват в пиесата. В първата Калибан попада сред двамата пияници Стефано и Тринкуло, вярвайки, че Стефано е „смел бог“, който „носи небесен алкохол“. Те се опитват да направят преврат срещу Просперо, който в крайна сметка се проваля. В другата сюжетна линия Просперо насърчава романтичната връзка между Фердинанд и Миранда, двамата веднага се влюбват, но Просперо се притеснява и принуждава Фердинанд да стане негов слуга под претекст, че го смята за шпионин. В третата сюжетна линия Антонио и Себастиан подготвят заговор да убият Алонсо и Гонсало, за да може Себастиян да стане крал. Ариел ги отблъсква, по заповед на Просперо. Той се явява пред тримата мъже (Алонсо, Антонио и Себастиан) като харпия и го порицава задето са предали Просперо. Просперо, който става свидетел на това и отива на посещение на Фердинанд и Миранда. Тримата виновни благородници избухват, разсеяни и разочаровани.
Просперо обяснява, че е изпитвал Фердинанд. След това той заповядва на Ариел да повика други духове и да създаде маскен бал за забавление на младата двойка. Тези духове поднасят благословиите си от Ирида, Церера и Юнона, последвани от танци. Просперо изведнъж си спомня за заговора срещу него, изгонва духовете, Миранда и Фердинанд и поставя капан на Калибан, Тринкуло и Стефано. Те са преследвани на сцената от гоблини във формата на кучета. Просперо разбира, че ако Ариел е бил човек, щял да ги съжали, затова и той решава да прости на хората, които се опитали да го убият. Казва на Ариел да повика благородниците.
На финала на пиесата всички главни герои се събират пред Просперо, който прощава на Алонсо, Антонио и Себастиан. Ариел е натоварен да подготви правилното ветроходно време, за да насочи кралския кораб обратно към Кралския флот и след това до Неапол, където Фердинанд и Миранда да се оженят. След като изпълнява тази задача, Ариел най-накрая бива освободен. Просперо помилва Калибан, когото преди това е изпратил да подготви стаята, в която Алонсо и неговата партия са поканени за последната вечер преди заминаването им. (Не е ясно обаче дали след заминаването им Калибан ще остане на острова или ще бъде откаран в Неапол). Просперо казва, че възнамерява да ги забавлява с историята за живота си на острова. Той решава да погребе магическите си помощници и да „удави“ магическата си книга. В епилога той се отказва от магията си и подканва публиката да го освободи от острова чрез своите аплодисменти.

## Датиране и източници
Датиране
Повечето учени смятат, че „Бурята“ е написана през 1610 – 11 г. Общоприето е, че това е последната пиеса, която Шекспир сам пише, въпреки че някои от учените поставят под въпрос и двете твърдения. Те отбелязват, че е невъзможно да се определи дали пиесата е написана, преди, след или по същото време с написването на „Зимна приказка“, чието създаване е също толкова проблематично. Едуард Блънт влиза в „Бурята“ в регистъра на канцеларите на 8 ноември 1623. Това е една от 16-те Шекспирови пиеси, които Блънт регистрира на тази дата.
Съвременни източници
За сюжета на „Бурята“ очевидно няма само един-единствен източник, изглежда пиесата е създадена чрез сливането на няколко източника. От източник стипендия от 18 век изследователите предлагат пасажи от Naufragium (1523) на Еразъм и 1555-те превода на Питър Мартър „Де орбо ново“ (1530) от Ричард Едън. В допълнение, „A True Reportory of the Wracke and Redemption of Sir Thomas Gates, Knight“ на Уилям Стрейчи, доклад по истински случай, показващ корабокрушението на корабът „Sea Venture“ през 1609 г. на остров Бермуда, докато плава към Вирджиния, e смятан от повечето критици за един от основните източници на Шекспир поради някои словесни, сюжетни и тематични прилики. Въпреки че не е публикуван до 1625 г., докладът на Стрейчи, един от няколкото, описващи инцидента, е от 15 юли 1610 г., а критиците твърдят, че Шекспир евентуално го е видял на ръкопис по някое време през същата година. E.K. Chambers смятат „True Reportory“ за основен източник на Шекспировата пиеса. Съвременните редактори на Arden смятат, че Шекспир със сигурност е използвлал конкретни пасажи от Стрейчи и Монтен в пиесата си. Има обаче известен скептицизъм относно предполагаемото влияние на Стрейчи в пиесата. Кенет Мюър твърди, че въпреки че няма съмнение, че Шекспир е прочел True Reportory на Стрейчи и други разкази, степента на вербалните ехота на Бермуда в памфлетите е преувеличена. Едва ли има корабокрушение в историята или фантастиката, в което да не е споменато разцепване, при което корабът не е потопен заради товара си, в което пътниците не се смятат за изгубени, в което северните ветрове да не са остри, и в което никой не стига до брега, държейки се за останки. Следва да кажем, че докладът на Стрейчи за корабокрушението е съчетан със спомените на „Сейнт Пол" и колоквиума на Еразъм. Друг оцелял на Sea Venture, Силвестър Журдейн, също публикува доклад – „A Discovery of The Barmudas“ на 13 октомври 1610 г. Едмънд Малоун спори относно 1610 – 11 г. – годините на създаване на доклада от Журдейн и докладът A True Declaration of the Estate of the Colonie in Virginia датиран от 8 ноември 1610 г.
Други източници
Цялостната структура на пиесата може да се отнесе към традиционната италианска комедия dell'arte, която понякога включва магьосник и неговата дъщеря, техните свръхестествени помощници и редица селяни. В комедията често се срещат клоун, известен като Арлекино (или неговия предшественик, Зани), който има и партньор Бригела, които поразително приличат на Стефано и Тринкуло – глупав неаполитански гърбушко, който прилича на Калибан; и умна и красива Изабела, чийто богат и манипулативен баща, Панталоне, непрекъснато ѝ търси съпруг, като по този начин е отразена и връзката между Миранда и Просперо. Описанието на Гонсало за идеалното общество (2.1.148 – 157, 160 – 165) отразява тематично и вербално есето на Монтен „За канибалите“, преведено на английски език и публикувано от Джон Флорио през 1603 г. Монтен хвали местното население на Карибите: „Това е нация...която не познава писмеността, не познава числата, няма имена за магистратите, нито за политическото превъзходство, няма никаква служба, богатство или бедност; никакви договори, никакви наследявания, никакви дивиденти, никаква окупация, а бездействие; никакво уважение във взаимоотношенията, никакво облекло, а натуралност; думите предателство, разсейване, похвали, завист, отвличане и помилване, никога не са били чувани сред тях.“ В допълнение, много от себеотрицателната реч на Просперо (5.1.33 – 57) повтаря речта на Медея в поемата на Овидий „Метаморфози“.

## Текст
Бурята представя относително малко текстови проблеми в сравнение с много други пиеси на Шекспир. За пръв път публикувана в „Първото фолио“ през декември 1623 г., пиесата е на първо място в тома. Тя има по-сценични направления от всички други пиеси на Шекспир, въпреки че те изглежда са били написани за читатели, а не за актьори. Изследователите са достигнали до извода, че редакторите на тома, Джон Хеминес и Хенри Кенел, са включили указанията, за да помогнат на читателите. Те имат колебания относно маската в Четвърто действие, според тях тя евентуално е добавена за сватбата на принцеса Елизабет и Фредерик през 1613 година. Други изследователи смятат, че това е малко вероятно, те твърдят, че изваждането на маската от пиесата създава повече проблеми, отколкото решава.

## Теми и мотиви
Театърът
„Бурята“ изрично се концентира върху собствената си природа като пиеса, авторът често рисува връзки между изкуството и театралната илюзия на Просперо; корабокрушението е спектакъл, който Ариел изпълнява, докато Антонио и Себастиан са екип в едно действие. Просперо дори се позовава на театърът „Глобус“, когато описва целия свят като илюзия: „великият глобус... ще се разпадне... както този несъществен спектакъл“. Ариел често се превъплъщава във фигури от класическата митология, например нимфи, харпии и Церера, действайки като последната в маска и антимаска, които Просперо създава. Ранните критици, като Томас Кемпбъл през 1838 г., виждат това постоянно представяне на театъра като индикация, в която Просперо е трябвало да репрезентира Шекспир; отричането на героя от магията, сигнализира и символизира Шекспировото оттегляне от сцената. Тази теория продължава да съществува сред по-късните критици и остава твърдо в критичния канон.
Магията
Магията е била изключително оспорвана тема по времето на Шекспир. В Италия през 1600 г. Джордано Бруно, известен със своите окултни интереси, е изгорен на клада заради обвинение в ерес. Извън католическия свят, в протестантска Англия, където Шекспир написва „Бурята“, магията също е тема табу; не всички „магии“, обаче, се считат за зло. Няколко мислители взимат по-рационален подход към науката на свръхестественото, с решимостта да разкрият влиянието на необичайния феномен. Немецът Хайнрих Корнелий Агрипа е бил един от тези мислители. Той публикува в „De Occulta Philosophia“ (1531, 1533) своите наблюдения върху „божествената“ магия. Работата на Агрипа повлиява на д-р Джон Дий, англичанин и студент по свръхестествени явления. Когато крал Джеймс се възкачил на трона, Дий бил преследван и атакуван заради вярата си, но успял да се защити успешно, обяснявайки божествената природа на своята професия. Въпреки това, той умира позорно през 1608 г.
Шекспир също така внимателно прави разграничение, когато създава образа на Просперо. Просперо е представен като рационален, а не окултист, магьосник. Той прави това, като създава контраст между него и Сикоракса. Сикоракса се кланя на дявола и е изпълнена със „земни и отвратителни заповеди“. Тя бива неспособна да контролира Ариел, който е „твърде деликатен“ за такива тъмни задачи. Рационалната доброта на Просперо му позволява да контролира Ариел, докато Сикоракс може да го хване единствено в капана на едно дърво. Магията на Сикоракса често се описва като разрушителна и ужасна, докато за тази на Просперо се казва, че е чудна и красива. Просперо се опитва да поправи нещата в своя свят чрез магията си и когато това се случва, се оттегля и освобождава Ариел.
Душата
„Бурята“ може да се интерпретира и като последния трактат на Шекспир за човешката душа, или по-специално Ренесансовата концепция за тристранната душа, разделена на вегетативни, чувствителни и рационални сфери, описани в тристранната теория на Платон за душата и християнската философия. Това по-късно е описано и от Зигмунд Фройд като „аз“, „то“ и „свръхаз“. За първи път неговата теория се свързва с „Бурята“ чрез прожекцията от 1956 на „Забранената планета“ от Кирил Хюм, Ървинг Блок и Алън Адлер. Филмът представя Калибан като „чудовището от АЗ“, въпреки че теорията е отхвърлена като „остаряла“ в това въображаемо бъдеще; отхвърлена е и от Джеймс Е. Филипс през 1964 г. Просперо е заточен на остров със символа на своята „вегетативна“ природа – Калибан – и своята по-висша, „чувствителна“ или свръхестествена страна – Ариел. В някои продукции, един и същ актьор е играел и трите роли, правейки ги символи на конфликта, заедно с един напълно осъвременен или пробуден Просперо – този между суровата егоистична физичност и една по-висша, мистична страна. Според тази теория, една от многото, докато Просперо се бори с тези качества и загубва книгите, той е изгонен от Милано. На финала на пиесата, той успява да приеме своята основна, брутална природа („това нещо на тъмнината, аз признавам за мое“, казва той, когато поема отговорност за Калибан), прекъсва връзката си с по-висши, мощни сили и освобождава Ариел. Отказвайки се от магията и признавайки бруталния потенциал на своята природа, той вече може да се върне на мястото си като дук, със съгласие от публиката: „както бихте ми простили престъпленията, нека вашата низхождение ме освободи“.

## Критика и тълкуване
Жанр
Историята черпи много от традицията на романтизма – фиктивен наративен набор, далеч от обикновения живот. Романсите обикновено се основават на теми като свръхестественото, скитането, изследването и откриването. Те често са били създавани в крайбрежни региони и обикновено се характеризирали с екзотични, фантастични места и теми за прегрешение и изкупление, загуба и възстановяване, изгнание и обединение. В резултат на това, докато „Бурята“ първоначално е създадена като комедия в Първото портфолио на Шекспировите пиеси, редакторите са избрали да му дадат по-специфичния етикет Шекспиров романс. Подобно на другите романси, пиесата е повлияна от тогавашния нов жанр на трагикомедията, въведен от Джон Флетчър през първото десетилетие на 17 век и разработен в сътрудничеството между Beaumont и Fletcher, както и развитието на изтънчената поетична форма от Бен Джоунс и Иниго Джоунс по същото време.
Драматична структура
„Бурята“ се различава от другите пиеси на Шекспир с по-строгия си, по-организиран неокласически стил. Най-ясната индикация за това е придържането на Шекспир към трите единства в пиесата: „Единство на време, място и действие“. Другите пиеси на Шекспир рядко зачитат трите единици, които се осъществяват на различни места, на няколко километра разстояние и в продължение на няколко дни или дори години. Събитията в пиесата се разгръщат в реално време пред аудиторията, дори в последното действие Просперо заявява, че всичко се е случило за повече или по-малко от три часа. Всички действия са обединени в един основен сюжет: борбата на Просперо да си върне дукдоната; тя също е ограничена до едно място – измислен остров, за който много учени са съгласни, че трябва да се намира в Средиземно море. Друго четене предполага, действието се случва в Новия свят, тъй като някои части се четат като доклади за английското и испанското завоевание в Америка. Има и други, които други твърдят, че островът може да представлява всяка земя, която е била колонизирана.
Постколониалност
По времето на Шекспир голяма част от света все още се колонизира от европейски търговци и заселници, а историите идват от Америка, с митовете за канибалите в Карибите, за далечните Еденски градини и за далечните тропически утопии. С героя Калибан (чието име е почти анаграма на Канибал и също прилича на „Карибан“, термин, използван тогава за местните жители в Западна Индия), Шекспир предлага задълбочена дискусия в морала на колониализма. Различни възгледи за това се намират в пиесата, с примери, включващи Утопията на Гонсало, заробването на Калибан от Просперо и последващото негодувание от страна на Калибан. Калибан е показан като един от най-естествените герои в пиесата, той се намира в пряка връзка с природата (модерната публика го смята за по-благороден от неговите двама приятели от Стария свят, Стефано и Тринуло). Съществуват доказателства, че докато Шекспир е пишел „Бурята“ е изготвял и есето на Монтен – „За Канибалите“, което дискутира ценностите на обществата, изолирани от европейските влияния. От 1950 г. насам, започвайки с публикуването на „Психология на колонизацията“ от Октаве Манони, „Бурята“ се гледа все повече и повече през лещата на постколониалната теория. Този нов начин на разглеждане на текста изследва ефекта на колонизатора (Просперо) върху колонизацията (Ариел и Калибан). Въпреки че Ариел често се пренебрегва в тези дебати в полза на по-интригуващия Калибан, той все пак е съществен елемент в пиесата. Френският писател Aimé Césaire, в своята пиеса UneTempête (Бурята) поставя „Бурята“ (на Шекспир) в Хаити, описвайки Ариел като мулат, който, за разлика от по-непокорния Калибан, смята, че преговорите и партньорството са пътят към свободата от колонизаторите. Фернандес Ретамар поставя своята версия на пиесата в Куба и описва Ариел като богат кубинец, който също трябва да избира между бунт или преговори. Въпреки че учените са предположили, че диалогът му с Калибан в Действие второ, сцена първа, съдържа намеци за бъдещ съюз между тях, когато Просперо се оттегля, Ариел обикновено се възприема от учените като добър слуга в сравнение с Калибан – гледна точка, която аудиторията на Шекспир може би е споделяла. Ариел се използва от някои постколониални писатели като символ на усилията им да преодолеят ефектите от колонизацията върху тяхната култура. Например Мишел Клиф, ямайски автор, казва, че се опитва да съчетае Калибан и Ариел в себе си, за да създаде начин на писане, който да представя културата по-добре. Такова използване на Ариел в постколониалната мисъл далеч не е необичайно – духът е дори и съименник на научно списание, обхващащо постколониалната критика.

## История на представленията
Шекспирови дни
Съществува информация, че представлението на „Бурята“ е изиграно на 1 ноември 1611 г. от игралната трупа Kings Man пред Джеймс I и английския кралски двор в двореца Уайтхол в нощта на Hallowmas. Пиесата е една от шестте Шекспирови пиеси (и осем други, общо 14) изиграни в съда през зимата на 1612 – 13 година като част от празненствата около сватбата на принцеса Елизабет и Фредерик V. Няма информация за друго публично представяне преди възстановяване на английската монархия; но в неговия предговор от 1669 г. към версията на Драйден\Давенант, Джон Драйдън заявява, че „Бурята“ е била изпълнявана и в Blackfriars Theatre. Внимателното разглеждане на сценичните направления в рамките на пиесата подкрепя твърдението, че пиесата е написана в Blackfriars Theatre, а не в театъра „Глобус“.
Реставрацията и 18 век
Адаптациите на пиесата, не оригиналът на Шекспир, доминират в историята на представянето на „Бурята“ от английската реставрация до средата на 19 век. Всички театри са затворени от пуританското правителство по време на английското безвластие. След възстановяването на монархията през 1660 г. са създадени две патентни компании – Кралската компания и Компанията на дука, а съществуващият театрален репертоар е разделен между тях. Компанията на дукът дава разрешение на Сър Уилям Давенант да изпълни на сцена „Бурята“. През 1667 г. Джон Драйдън и Давенант нанасят огромни промени в пиесата и тя е адаптирана като „Бурята“ или „Омагьосаният остров“. Те се опитват да привлекат публика от по-висша класа, като поставят акцент на царските, политическите и социалните идеали: монархията е естествената форма на управление; патриархалната власт влияе върху образованието и брака; и патрилинеалността, която влияе върху наследството, собствеността и имуществото. Добавени са нови герои и нови сюжетни линии: Миранда има сестра, наречена „Доринда“; и Калибан има сестра, наречена Сикоракс. Като паралел на Шекспировата сюжетна линия Миранда /Фердинанд, Просперо има доведен син, Иполито, който никога не е поглеждал жена. Иполито е популярна роля на брич, тоест мъж, изигран от жена, това е било популярна практика в театъра по времето на Реставрацията с цел да се видят краката на актрисите. Ученият Майкъл Добсън описва „Бурята“ или „Омагьосаният остров“ от Драйдън и Давенант като „най-често реставрираната пиеса през цялата Реставрация“, той утвърждава и значението и важността на допълнителните роли на жените.
През 1674 г. Томас Шадуел преадаптира версията на Драйдън и Давенант като опера със същото име – обикновено операта представлява пиеса с части, които трябва да се пеят или танцуват. Изпълняващите актьори изглежда са смятали версията на Драйдън-Давенант-Шадуел за Шекспирова: например Самюъл Пепис в дневника си я описва като „стара пиеса на Шекспир“. Операта е изключително популярна и „изпълнена с толкова добри вариации, че се доближава почти до комедията“ според Пепис. Образът на Просперо в тази версия е много по-различен от този във версията на Шекспир: Екхард Уберлен го описва като „блуден баща, който има намерението да защитава целомъдрието на двете си сексуално наивни дъщери, докато планира за тях преимуществени династични бракове“. Омагьосаният остров е бил дотолкова успешен, че е успял да провокира написването на пародията – The Mock Tempes или The Enchanted Castle от Томас Дюфет за Кралската компания през 1675 г. Започва с нещо, което изглежа като буря, но всъщност се оказва бунт. The Mock Tempest е каталогизиран от Дюфет и Шадуел или от Дюфет, Шадуел, Драйдън и Шекспир.
В началото на XVIII век версята на „Драйдън /Давенант/ Шадуел“ доминира на сцената. Има две разлики в персонажа на Ариел – бил е изигран от жена и е бил грациозен танцьор и превъзходен певец. Ролята на Калбан била комична, играна от актьори, „известни със своите неудобни фигури“. През 1756 г. Дейвид Гарик поставя на сцена още една оперна версия, „екстравагантност в три действия“ с музика от Джон Кристофър Смит. „Бурята“ е една от основните стъпала в репертоара на театрите от епохата на Романтизма. Джон Филип Кембъл продуцира версия, която е по-близо до оригинала на Шекспир, но въпреки това запазва Доринда и Иполито. Кембъл е бил дълго време обект на подигравки заради настояването си текстовете на Шекспир да се произнасят архаично.
Мениджърите на актьорите създават модата за богато украсените декори и костюми, които ще доминират в Шекспировите представления до края на 19 век: например, Доринда и Миранда на Кемпбъл се играят „в бели богато украсени кожи“. През 1757 г., след дебюта на своята оперна версия, Дейвид Гарик продуцира силно редактирания Шекспиров сценарий в Друри лейн.
19 век
Едва през 1838 г. продукцията на Уилям Чарлз Макрайд показва, че текстът на Шекспир утвърждава своето предимство пред адаптираните и оперни версии, популярни през по-голямата част от предишните два века. На изпълнението се възхищавал най-вече Джордж Бенет, който играел ролята на Калибан. В продукцията на Чарлз Кийн в „Бурята“, Ариел няколко пъти се спускал от огнено кълбо. Сто и четиридесетте сценаристи, наети да участват в тази продукция, са описани от Литературния вестник като „невидими... но уви, никога нечути“. Ханс Кристиан Андерсен също гледа тази продукция и описва Ариел като „изолиран от електрически лъч“, отнасящ се за ефекта на газовата лампа, насочена към актрисата, играеща тази роля. Следващото поколение продуценти, което включва Уилям Пойл и Харли Гренвил-Баркър, се завръщат с по-елегантен стил на текста. Стил.
В края на 19-и и началото на 20 век Калибан, а не Просперо, се възприема като звездата на „Бурята“. Франк Бенсън проучва ролята, като гледа маймуни и бабуини в зоологическата градина; на сцената той виси с главата надолу от едно дърво и похапва.
20 век и след това 
Продължавайки традицията от края на 19 век, през 1904 г. Хърбърт Биърбоум носи козина и водорасли, за да играе Калибан, той е с дълга козина по талията и маймуноподобно държание, което да покаже примитивния полу-животински еволюционен етап от развитието на хората. Този портрет на Калибан се превръща в норма в множество продукции, докато Roger Livesey, през 1934 г., е първият актьор, който изиграва ролята му с черен грим. През 1945 г. Канада Лий изиграва ролята в Theatre Guild в Ню Йорк, слагайки начало на традицията черни актьори да играят ролята, включително Ърл Хайман през 1960 г. и Джеймс Ърл Джоунс през 1962 г. През 1916 г. Пърси Маккей представя на местния Lewisohn Stadium в Ню Йорк „Калибан от жълтите пясъци“.
Джон Гилгуд играе Просперо многократно, това е и любимата му роля. Първото му появяване в ролята е през 1930 г. Той носел тюрбан, защото възнамерявал да изглежда като Данте. Той изиграва ролята в още три сценични продукции, накрая и в Кралския национален театър през 1974 г. Питър Брук режисира експериментална продукция в Кръглата къща през 1968 г., в която текстът е „почти изцяло изоставен“ в полза на мимовете. Според Маргарет Кройдън Сикоракс е изиграна от огромна жена, която била готова дори да уголеми още лицето и тялото си.
Въпреки съществуващата традиция черния актьор, играещ ролята на Калибан да се съпоставя с белия Просперо, колониалните интерпретации на пиесата не са намерили пътя до сцената до 70-те години на миналия век. Изпълненията в Англия, режисирани от Джонатан Милър и от Клифърд Уилямс, изрично описват Просперо като колонизатор. Продукцията на Милър е описана от Дейвид Хърст като изобразяваща трагичното и неизбежно разпадане на по-примитивната култура в резултат на европейското нашествие и колонизация. Милър разработва тази концепция в продукцията си през 1988 г. в „Стария вик“ в Лондон, в която участва Макс фон Сидоу в ролята на Просперо. Той използва смесен екип, съставен от бели актьори, които играят ролите на хората и чернокожи актьори, които играят ролите на духовете и създанията на острова. „Бурята“ внезапно придобива нови политически измерения, непредвидени от Шекспир.
Психоаналитичните интерпретации се оказват доста по-трудни за изобразяване на сцената. Продукцията на Джералд Фрийдман в American Shakespeare Theatre през 1979 г. и продукцията на Рон Даниълс Royal Shakespeare Company през 1982 г. се опитват да опишат Ариел и Калибан като противоположни страни от психиката на Просперо. Но нито един от тях не е смятан за напълно успешен. През 1988 г. Джон Ууд играе ролята на Просперо за RSC, като подчертава човешката сложност на героя.
Японски театрални стилове също са приложени в „Бурята“. През 1988 г. и 1992 г. Юкио Нинагава представя версията си на „Бурята" във Великобритания. Той представя постановката като Нох драма, с традиционен Нох театър в задната част на сцената. През 1992 г. Минору Фуджита представя „Бънраку“ версията си в Осака и в Токийския глобус.
През 1993 г. Сам Мендес режисира продукция на RSC, в която е открито възмутен от контрола, упражняван от Просперо; след като Ариел е вече освободен, той плюе в лицето на господаря си. Напълно различен ефект е постигнат от Джордж С. Улф в откритата продукция на Нюйоркския Шекспиров фестивал през 1995 г., където между Ариел и Просперо има еротично напрежение. Продукциите в края на 20 век постепенно увеличават фокуса върху сексуалното напрежение между героите, включително Просперо / Миранда, Просперо / Ариел, Миранда / Калибан, Миранда / Фердинанд и Калибан / Тринкуло. „Бурята“ е изпълнявана и в театъра „Глобус“ през 2000 г. с участието на Ванеса Редгрейв в ролята на Просперо. Тя го изиграва като нито мъжка, нито женска роля, но с изключително много авторитет, човечност и хумор.
До края на 2005 г. BBC Radio излъчва 21 продукции на „Бурята, повече продукции от всяка друга пиеса на Шекспир. Няколко критици смятат, че пиесата е автобиографична. Тревър Нун, в минисериите на PBS „Разкритият Шекспир“ смята, че Просперо представлява самия Шекспир, а последното прощално прощаване на магията е наистина последното сбогуване на Шекспир със своята публика. Последната версия на „Бурята“ е продуцирана от Royal Shakespeare Company. Режисирана е от Грегъри Доран и в нея участва Саймън Ръсел Бейл. Изпълнението е в сътрудничество с The Imaginarium Studios и Intel и включва някои прекрасни и някои интересни начини на използване на светлина и дизайн.
Музика
„Бурята“ има повече музика от всяка друга пиеса на Шекспир и е популярна като тема за композиторите. Учен Джули Сандърс приписва това на музикалността и лиризмът на пиесата. Оцелели са две музикални композиции от „Бурята“, които може да са били използвани в представления по Шекспирово време. Това са „Full Fathom Five“ и „Where the Bee Sucks There Suck I“. През цялата история на пиесата продуцентите са обединявали съвременните композиции на тези две песни, а също и на „Come To These Yellow Sands“.
„Бурята“ повлиява и на песните, написани в традициите на народния и хипи стил: например, версиите на „Full Fathom Five“ са използвани от Мариан Фатифъл за „Come My Way“ през 1965 г. и от Пийт Сейгър за „Опасни песни !?“ през 1966 г. Песните на Майкъл Нюман за Ариел са взети от оценките му за филма „Книгите на Просперо“. Сред онези, които пишат сценична музика към „Бурята“ са:
- Артър Съливан: дипломната му работа, завършена през 1861 г., е съвкупност от инцидентна музика към „Бурята“. Музиката му се изпълнява в Кристал палас през 1862 година, една година след завръщането му в Лондон.
- Ърнест Чаусън: през 1888 г. пише инцидентна музика за „La tempête“, френския превод на Морис Бучор. Смята се, че това е първата оркестрова работа, която използва челеста.
- Жан Сибелиус: музиката му от 1926 г. е написана за пищна продукция в Кралския театър в Копенхаген. Епилог бива добавен за представление от 1927 г. в Хелзинки. Той репрезентира индивидуалните герои чрез инструментални избори: особено възхитително е използването на арфи и перкусии за представянето на Просперо, с цел да се улови двусмислеността на характера му.
- Малкълм Арнолд, Ленъкс Бъркли, Ектор Берлиоз, Артър Блис, Енгелбърт Хъмпердинк, Вилем Пийпър и Хенри Пърсел.

Съществуват най-малко четиридесет и шест опери или полуопери, базирани на „Бурята“. В допълнение към версиите Драйдън/ Давенант и Гарик, Фредерик Рейнолдс продуцирал оперна версия през 1821 г. с музика от сър Хенри Бишоп. Други опери преди 20 век на базата на „Бурята“ са Fromental Halévy's La Tempesta (1850) и „Bouře“ на Зденек Фибих (1894). През 1985 г. Джон Ийтън в продукцията си слива жив джаз с предварително записана електронна музика, с либрето от Андрю Портър. Операта Noises, Sounds & Sweet Airs на Майкъл Нюман за първи път е изпълнена като „оперен балет“ от Карин Сапорта. Тази опера е уникална с това, че тримата вокалисти – сопран, контралто и тенор, са гласове, а не индивидуални герои.
През 2006 г. е премиерата на „Просперо“ на Лука Ломбарди в Нюрнбергската опера. Ариел се пее с 4 женски гласове (S, S, MS, A) и има инструментално алтер-его на сцената (флейта). Има инструментално алтер-его (виолончело) и за Просперо.
Хорови композиции на откъси от „Бурята“ имат Come Unto These Yellow Sands на Ейми Бийч; Full Fathom Five, I Shall No More to Sea, и Where the Bee Sucks на Матю Харис; Full Fathom Five и A Scurvy Tune на Jaakko Mäntyjärvi; песента на Франк Мартин за Ариел; Full Fathom Five и The Cloud-capp'd Towers на Ралф Уилямс и Full Fathom Five на Дейвид Уилкокс.
Оркестровите творби за представяне на концерт включват фентъзито „Бурята“ на Пьотр Илич Чайковски (1873), симфоничната поема „Bouře“ на Фибич (1880), симфоничната поема „Бурята“ на Джон Ноулс Пейн (1876), увертюрата на Бенджамин Дейл (1902), оркестровата прелюдия на Артър Хонегер (1923), увертюрата Der Sturm на Феликс Вайнгартнер и увертюрите на Хеорхий Майборода и Егон Уелез.
Балетни представления са били използвани в много изпълнения на пиесата от времето на Реставрацията. Едноактно балетно представление на „Бурята“ е било изпълнено от хореографа Алексей Артмански; премиерата му е била в Амеркинаския балетен театър настроен под съпровода на сценичната музика на Жан Сибелиус на 30 октомври 2013 г. в Ню Йорк.
Сценични мюзикъли, базирани на „Бурята“, са били продуцирани. Продукцията „Бурята. Мюзикълът“ е била продуцирана в театъра „Cherry Lane“ в Ню Йорк през декември 2006 г., с концепция, приписана на Томас Мейхан и сценарий от Даниел Нейдън (който пише и песните) и Райън Ноулс. Нейдън преди това е бил свързан с друг мюзикъл - „Tempest Toss'd”. През септември 2013 г. общественият театър продуцира нов мюзикъл на голяма сцена в театъра Делакорт в Сентръл парк, режисиран от Lear de Bessonet с повече от 200 участници.
Литература и изкуство
Пърси Биш Шели е един от най-ранните поети, повлиян от „Бурята“. Неговият With a Guitar, To Jane идентифицира Ариел с поета и песните му с поезия. Поемата използва прости думи, за да предаде близостта на Ариел с природата и имитира простата красота на оригиналните песни на Шекспир. Следвайки идеите на Дарвин за еволюцията, писателите започват да оспорват мястото на човечеството в света и връзката му с Бога. Един писател, който изследва тези идеи, е Робърт Браунинг, в чиято поема „Калибан на Сетебос“ (1864) героя на Шекспир обмисля теологични и философски въпроси. През 1878 г. френският философ Ернест Ренан написва драмата Caliban: Suite de La Tempête. В нея Калибан е от женски пол, и следва Просперо обратно в Милано. Калибан извършва преврат срещу Просперо, след успеха на който активно имитира добродетелите на бившия си господар. Поемата на Уистън Хю Одън „Морето и огледалото“ е под формата на отражение на всеки един от второстепенните герои на „Бурята“. Поемата взема фройдистката гледна точка, като вижда Калибан като либидо на Просперо.
През 1968 г. франко-карибския автор Еме Сезер публикува Une Tempête, радикална адаптация на пиесата въз основа на нейните колониални и постколониални интерпретации, в която Калибан е черен бунтовник, а Ариел е от смесена раса. Фигурата на Калибан повлиява върху много произведения от африканска литература през 1970 г., включително върху фрагментите на Taban Lo Liyong от Уганда, върху Лемуел Джонсън в Сиера Леоне, Ngũgĩ wa Thiong'o от Кения, и върху произведението „Do You Love Me, Master?“ на Дейвид Уолъс от Замбия. Подобно явление настъпва и в края на 20 век в Канада, където няколко писатели създават произведения, вдъхновени от образа на Миранда – такива са „The Diviners“ от Маргарет Лорънс, „Дъщерята на Просперо“ от Констанс Бересфорд-Хау и „Мярката на Миранда“ от Сара Мърфи. Други автори са феминизирали Ариел.
От средата на XVIII век пиесите на Шекспир, включително „Бурята“, започват да се появяват и върху картини. Около 1735 г. Уилям Хогарт създава своята картина „A Scene from The Tempest“ – „барокова, сантиментална фантазия, създадена в стила на Ван Дък и Рембранд". Картината се базира на текста на Шекспир, който не съдържа никакво представяне на сцената, нито на сценичната традиция на времето. Хенри Фюзли в картина, поръчана за Boydell Shakespeare Gallery (1789), моделира своя Просперо като Леонардо да Винчи. Тези два начина на изобразяване на пиесата от 18 век показват, че Просперо е смятан за морален център: зрителите на картините на Хогарт и Фюзли приемат мъдростта и авторитета на Просперо. „Фердинанд подмамен от Ариел“ на Джон Еверет Милей е сред най-прерафаелит картините по пиесата. В края на 19 век, художниците са склонни да изобразяват Калибан като Дарвиновата "липсваща връзка” – във форми и роли, наподобяващи риба и шимпанзе както се вижда в „Калибан“ на Ноел Пейтън.
Чарлз Найт създава „Изобразителното издание на произведенията на Шекспир“ в осем части (1838 – 43). Работата му се опитва да поднесе съдържанието на пиесите в картинна форма. Това включва не само действието, но и образите и метафорите. През 1908 г. Едмънд Дулак създава Shakespeare's Comedy of The Tempest с научно обобщение на сюжета и коментар на Артър Куилер-Кауч, богато свързана и илюстрирана с 40 акварелни илюстрации. Илюстрациите подчертават приказните качества на пиесата, избягвайки нейната тъмна страна. От общо 40-те, само 12 са директните изобразявания на действието на пиесата: другите се основават на действие преди началото на пиесата или на образи като „звуци и сладки въздишки, които носят наслада, а не болка“.
Писателят на фантастики Нийл Гайман създава история по пиесата в един брой от серията си с комикси „The Sandman“.. Комиксите изглеждат като продължение на по-ранния проблем за „Midsummer Night's Dream“. Този проблем следва Шекспир в продължение на няколко месеца, когато пише пиесата, която е обявена за последния му солов проект. Историята създава много паралели между героите и събитията в пиесата и живота и семейството на Шекспир. Загатва се, че той създава Миранда по образ на дъщеря си Джудит Шекспир, а Калибан – по образа на нейния ухажор Томас Куини.
В комикса „Locke & Key“ на писателя Джо Хил и съ-създателя и художник Габриел Родригес, бащата на главните герои, Рендъл Лок и неговите приятели в училище през 1988 г. представят постановка на „Бурята“ на Шекспир.
„Илиум“ и последвалата го част „Олимпос“ на Дан Симънс са силно повлияни от „Бурята“, част от сюжета е посветен на пресъздаването на героите на Шекспир в далечното сай-фай бъдеще
Екранизация
„Бурята“ за първи път се появява на екран през 1905 г. Чарлз Ърбан заснема филм по версията на Хърбърт Трий в театъра на Нейно Величество. През 1908 г. Пърси Стоуи режисира „Бурята“, която се изпълнява малко повече от десет минути; сега тя е част от компилацията „Silent Shakespeare“ на Британския филмов институт. Голяма част от действията ѝ се извършват на острова на Просперо преди бурята, с която започва пиесата на Шекспир. Има твърдение, че поне две нями версии са съществували, но са се изгубили. Сюжетът е бил адаптиран за „Западното жълто небе“, режисиран от Уилям А. Уелман през 1946 г. Научнофантастичният филм „Забранената планета“ от 1956 г. разказва историята на планета в космоса-Алтайър IV, вместо остров. Професор Морбиус (Уолтър Пиджън) и дъщеря му Алтайра (Ан Френсис) са в ролите на Просперо и Миранда. Ариел е представен от робота Роби, а Сикоракс е заменена от мощната раса на Крелите. Калибан е представен от опасното и невидимо „чудовище от ИД“, проекция на психиката на Морбиус, родена от технологията на Крел, вместо утробата на Сикоракс.
Според Дъглас Броуд е имало само една екранизация на „Бурята“ от нямата ера, той описва всички други версии като „вариации“. Това изпълнение е версия на Hallmark Hall of Fame от 1960 г., режисирана от Джордж Шефер, с участието на Морис Евънс като Просперо, Ричард Бъртън като Калибан, Лий Ремик като Миранда и Роди Макдауъл като Ариел. Това изпълнение е по-кратко от деветдесет минути. През 1979 г. Дерек Ярман продуцира хомоеротична версия на „Бурята“. Една от сцените показва голата Сикоракс (Клеър Дейвънпорт), която кърми възрастния си син Калибан (Джак Биркет). А централните персонажи – Миранда (Тоя Уилкокс) и Просперо (Хийткот Уилямс) изпитват удоволствие като експлоатират слугите си. Няколко други телевизионни версии на пиесата също са излъчени; сред най-забележителните е продукцията на BBC Shakespeare от 1980 г. с участието на Майкъл Хорднер в ролята на Просперо.
Модернистката адаптация на „Бурята“ на Пол Мазурски от 1982 г., с участието на Филип Димитрий (Просперо), който играе ролята на разочарован архитект от Ню Йорк, оттеглил се на самотен гръцки остров заедно с дъщеря си Миранда, след като научил за изневярата на съпругата си Антония с Алонсо, показва сексуалното напрежение в изолираното съществуване на героите. Глупавият Калибанос пита Филип кой ще прави секс с Миранда. Джон Касаветис играе ролята на Филип, Раул Джулия – на Калибан, Джена Роландс – на Антония и Моли Рингуолд – на Миранда. Сюзън Сарандън изиграва ролята на Ариел – често отегчената приятелка на Филип, Арета. Филмът е определен от критиката като „прекалено дълъг и бродещ“, но също така е и похвален с доброто си чувство за хумор, особено частта, в която Калибанос и неговите кози танцуват на Кандер и Еб в Ню Йорк.
Шведският анимационен филм от 1989 г., наречен „Resan till Melonia“ (режисирана от Пер Алин) е адаптация на пиесата на Шекспир, съсредоточена върху екологичните ценности. „Resan till Melonia“ е аплодирана от критиката заради зашеметяващите си образи, нарисувани от Алин, съдържа и доста тъмни и кошмарни случки, въпреки че филмът първоначално е бил пуснат на пазара за деца.
По-близо до духа на оригиналния Шекспир, по мнението на критиците като Брод, е Леон Гарфийлд, който е съкратил пиесата за сериалът на телевизионния канал S4C през 1992 „Shakespeare: The Animated Tales“. 29-минутната продукция, режисирана от Станислав Соколов, с участието на Тимъти Уест в ролята на гласът на Просперо, използва кукли, за да заснеме пиесата с приказни качества. Анимационният филм на Дисни „Покахонтас“ е считан като „политически коригирана“ версия на „Бурята“. Друга "нестандартна вариация” е създадена за NBC през 1998: „Бурята“ на Джак Бендър с участието на Питър Фонда в ролята на Гедеон Проспер; южни робовладелци принудително отнемат плантации от брат му малко преди Гражданската война. Магьосникът, който е научил своето изкуство от един от своите роби Проспер използва магията си, за да защити дъщеря си и да помогне на Съюза на армията.
В сериалът „Wishbone“ на PBS също има телевизионна адаптация на „Бурята“ в епизода „Shakespaw“, в него Wishbone e в ролята на Ариел. Във филмовата версия на Джули Таймор през 2010 г., Просперо е жена на име Проспера, играна от Хелън Мирън.
Южен Лондон е мястото, където се появява монокулярната версия на „Бурята“ на Роб Кърри и Антъни Флечър, която използва темите, произтичащи от връзката на Шекспир с откриването на Новия свят, за да изследва съвременната мултикултурна Великобритания – особено бунтовете в Лондон през 2011 г. Стратфордският Шекспиров Фестивал в Канада представя версия през 2010 г., в която Кристофър Плъмър играе Просперо. Впоследствие е заснет с високо качество и вече е достъпен на DVD.
Научна етимология
Малки ракообразните същества, събрани от Бермудите са наречени Quadrimaera Ariel, Quadrimaera Caliban, Quadrimaera ceres и Quadrimaera Miranda, като героите на „Бурята“, защото пиесата е била вдъхновена именно от корабокрушение на Бермудските острови през 16 век.

## В България
В България пиесата е поставена на 10 април 1992 г. в Театър София. Режисьор е Александър Морфов и актьорите в постановката са Сава Пиперов, Йордан Биков, Николай Урумов, Рени Врангова, Пламен Манасиев, Михаил Билалов, Васил Василев – Зуека.
Пиесата е поставена в Народния театър през 2006 г. Александър Морфов отново режисира постановката и ролите се изпълняват от Борис Луканов, Рени Врангова, Кръстю Лафазанов, Мариан Бозуков, Юрий Ангелов, Димитър Рачков, Христо Чешмеджиев, Теодор Елмазов, Петър Попйорданов, Владимир Карамазов и Владимир Пенев.
През 2013 г. постановката е адаптирана за куклен театър в Столичен куклен театър. Режисьор е Катя Петрова и в пиесата участват Георги Спасов, Мая Бежанска, Румен Угрински, Георги Стоянов, Камен Асенов, Румен Гаванозов, Димитър Тодоров, Мариета Петрова и Димитър Иванов.
За четвърти път е поставена на 18 ноември 2021 г. в Народния театър „Иван Вазов“, режисирана от американския режисьор Робърт Уилсън, с превода на Валери Петров. В пиесата участват Веселин Мезеклиев, Радина Боршош, Жаклин Даскалова, Василена Винченцо, Явор Вълканов, Стоян Пепеланов, Пламен Димов, Валентин Ганев, Зафир Раджаб, Константин Еленков, Стефан Къшев, Васил Драганов, Ненчо Костов, Гергана Змийчарова, Вяра Табакова и Владислава Николова.